# Adolphe Terracher
Adolphe Terracher (Vindelle, Charente, 16 de febrer de 1881 - Vichèi, 2 d'abril de 1955) fou un romanista francès.
Terracher fou alumne de Jules Gilliéron, al mestratge del qual es deu el tema de la seva tesi principal. Durant la seva formació gaudí d'una beca de la Fundació Thiers (1904-1907) i fou lector de francès a Uppsala. Es doctorà amb dues tesis: Les aires morphologiques dans les parlers populaires du nord-ouest de l'Angoumois (París 1912–1914) i La tradition manuscrite de «La Chevalerie Vivien» (Paris 1912). Fou professor de literatura francesa (1910-1913) a la Johns Hopkins University de Baltimore, després a la universitat de Liverpool (1913-1919), i, des de 1919, a la d'Estrasburg. Després de passar com a rector a Dijon (1925-1932) i Bordeus (1932-1938), retornà amb aquest càrrec el 1938 a Estrasburg. Allà organitzà el 1939 la retirada de la universitat cap a Clermont-Ferrand, on, malgrat el trasllat, sofrí algun atac que dugué alguns professors als camps de concentració. De 1940 a 1944 fou secretari d'ensenyament en els governs de Vichy, d'on fou apartat per intervenció alemanya. Per haver tingut aquest càrrec, després de l'alliberament de França, tingué problemes per rehabilitar-se davant de l'opinió pública, cosa que acabà afectant la seva salut.
El 1919, a Liverpool, fundà la revista The French Quarterly amb Gustave Rudler. El 1924 fou el fundador, juntament amb Oscar Bloch, de la Societat de lingüística romànica i de la revista Revue de Linguistique Romane; tot i que no en fou mai president, contribuí a l'organització dels congressos de la Societat que se celebraren a França en la preguerra.

## Obres
- (editor) La Chevalerie Vivien. Chanson de geste. I, Textes, París 1909, 1923
- La tradition manuscrite de la Chevalerie Vivien, París 1912
- Les aires morphologiques dans les parlers populaires de l'Angoumois (1800-1900) París, Champion, 1914
- Histoire des sous français
- Géographie linguistique: Histoire et philologie in: BSL, París, 1925, p. 259-350
- L'histoire des langues et la géographie linguistique. Oxford, Clarendon, 1929